# سیمون شناپیر
سیمون شناپیر (انگلیسی: Simon Shnapir؛ زادهٔ ۲۰ اوت ۱۹۸۷) اسکیت‌باز نمایشی اهل ایالات متحده آمریکا است.